# Zimsko ratovanje
Zimsko ratovanje je bilo koji oružani sukob koji se odvija u iznimno hladnim područjima, često na snježnom i ledenom terenu a ponekad i na ledenim površinama mora i jezera.

## Povijest
Tijekom povijesti zabilježeno je dosta podataka o zimskom ratovanju, a najveći dio tih bitaka odvijao se na području sjeverne i istočne Europe. Prvi slučaj zimskog ratovanja zabilježen je 1242. godine, a u njemu su sudjelovali Teutonci koji su ujedno izgubili ledenu bitku na Čudskom jezeru. 1520. godine, zabilježena je bitka između Švedske i Danske ma ledenom jezeru Asunden.
Tijekom Finskog rata, ruska vojska je neočekivano prešla preko zamrznutog Botničkog zaljeva preko Finske do otočja Aland i tako se probila samo 70 kilometara od švedske prijestolnice, Stockholma. Ovaj vojni manevar je donio ishod rata, odnosno rusku pobijedu.
Tijekom Zimskog rata i Drugog svjetskog rata imamo pojavu vojnika na skijama, koji svojom izrazitom mobilnošču zadaju mnogo muke sovjetskim snagama te tako unatoč manjku snaga stvaraju taktičku prednost.
Vojnici na skijama su odigrali vrlo važnu ulogu u operaciji Barbarossa. Kada se Finska pod pritiskom sovjeta okrenula protiv nacističke Njemačke, formirali su nekoliko divizija koje su se sastojale samo od vojnika na skijama, dok je nacistička Njemačka imala samo jednu diviziju koja je bila obučena za borbu na skijama.

## Oprema
Zimsko ratovanje uvelike ovisi o samoj opremi vojnika. Da bi preživjeli, vojnici moraju nositi debelu odjeću i obuću, dodatne izvore hrane, bijelu kamuflažu, šatore s vrećama za spavanje, grijalice i gorivo. Oružje je bilo posebno prilagođeno za pucanje u jako debelim rukavicama. Motorizirana vozila su morala biti dobro opremljena i prilagođena za rad u zimskim uvjetima, prvenstveno se trebala obratiti pažnja na zamrzavanje goriva i motora.